# Arquidiocese de Santa Maria
A Arquidiocese de Santa Maria (em latim: Archidiœcesis Sanctae Mariae) é uma divisão territorial da Igreja Católica no estado brasileiro do Rio Grande do Sul. Sua sede é o município de Santa Maria. Foi criada diocese a 15 de agosto de 1910 pela bula Praedecessorum Nostrorum de São Pio X e elevada a arquidiocese pelo Papa Bento XVI, no dia 13 de abril de 2011.

## Território
A Arquidiocese de Santa Maria é composta por 26 municípios no estado do Rio Grande do Sul: Cacequi, Dilermando de Aguiar, Dona Francisca, Faxinal do Soturno, Formigueiro, Itaara, Ivorá, Jaguari, Jari, Júlio de Castilhos, Mata, Nova Esperança do Sul, Nova Palma, Pinhal Grande, Quevedos, Restinga Sêca, Santa Maria, São João do Polêsine, São Martinho da Serra, São Pedro do Sul, São Sepé, São Vicente do Sul, Silveira Martins, Toropi, Tupanciretã e Vila Nova do Sul.

## Bispos e arcebispos
|                   | Nome                              | Período    | Notas                                  |
| Arcebispos        | Arcebispos                        | Arcebispos | Arcebispos                             |
| ----------------- | --------------------------------- | ---------- | -------------------------------------- |
| 2º                | Leomar Antônio Brustolin          | 2021-atual |                                        |
| 1º                | Hélio Adelar Rubert               | 2011-2021  |                                        |
| Bispos            |                                   |            |                                        |
| 7º                | Hélio Adelar Rubert               | 2004-2011  | Elevado a arcebispo                    |
| 6º                | José Ivo Lorscheiter              | 1974-2004  |                                        |
| 5º                | Érico Ferrari                     | 1971-1973  |                                        |
| 4º                | Luís Victor Sartori               | 1960-1970  |                                        |
| 3º                | Antônio Reis                      | 1931-1960  |                                        |
| 2º                | Ático Eusébio da Rocha            | 1922-1928  | Nomeado bispo de Lins                  |
| 1º                | Miguel de Lima Valverde           | 1911-1922  | Nomeado arcebispo de Olinda e Recife   |
| Bispo coadjutor   |                                   |            |                                        |
|                   | Luís Victor Sartori               | 1956-1960  |                                        |
| Bispos auxiliares |                                   |            |                                        |
|                   | Servílio Conti                    | 1976-1996  | Vigário Geral                          |
|                   | Antônio do Carmo Cheuiche, O.C.D. | 1969-1971  | Nomeado bispo auxiliar de Porto Alegre |
|                   | Walmor Battú Wichrowski           | 1961-1965  | Renunciou                              |
|                   | João Cláudio Colling              | 1949-1951  | Nomeado bispo de Passo Fundo           |

## A Catedral Diocesana e o Município de Santa Maria[3]
Tanto a Paróquia da Catedral quanto o Município de Santa Maria devem sua origem ao remoto povoado nascido às margens do Arroio dos Ferreiros em 1797 com a chegada dos militares portuguêses. Sua fé cristã lhes impôs a imediata construção de uma capela e, seu fascínio pela Imaculada Conceição, a dedicação a Nossa Senhora. Por este motivo, Nossa Senhora da Imaculada Conceição é padroeira tanto da Paróquia da Catedral, quanto do município e da cidade de Santa Maria.
A criação da Paróquia a 17 de novembro de 1837, foi decisiva ou importante para a criação do Município de Santa Maria em 1857, instalado a 17 de maio de 1858, o que também teria servido de suporte para que esta Paróquia se tornasse sede da Diocese, criada a 15 de agosto de 1910.